# Petra Lemmerz
Petra Lemmerz (* 1957) ist eine deutsche bildende Künstlerin, die in Düsseldorf lebt und arbeitet. Weil sie zuvor in Stuttgart gelebt hat, ist sie Mitglied im Verein Künstlerbund Baden-Württemberg.

## Leben
Geboren wurde Lemmerz in Karlsruhe. Sie studierte bis 1988 Kunst an der Staatlichen Akademie der Bildenden Künste Stuttgart, unter anderem bei Erich Mansen, Moritz Baumgartl und K. R. H. Sonderborg. 1991–1994 leitete sie Aktzeichenklasse an der Freien Kunstschule Schwäbisch Hall; 2000–2002 hatte sie einen Lehrauftrag für Malerei an der Fachhochschule für Gestaltung Pforzheim.

## Ausstellungen (Auswahl)
- 1994: Nachilder, Kunsthaus Essen[4]
- 1996: Entopik, Neue Galerie im Höhmannhaus, Augsburg
- 1997: Deutsche Akademie Rom Villa Massimo, Rom
- 2009: Rete, Museum Insel Hombroich, Neuss

## Auszeichnungen
1997 wurde Petra Lemmerz mit dem Rompreis der Deutschen Akademie Rom Villa Massimo ausgezeichnet.